# LIFE (本田美奈子.のアルバム)
『LIFE』（ライフ）は、本田美奈子.のベスト・アルバム。2005年5月21日にリリースされた。

## 解説
この年は本田のデビュー20周年という記念すべき年であったため、特別企画アルバムとしてリリースされた。当時、本田は急性骨髄性白血病で闘病生活を送っていたが、その中でのベスト・アルバム発売ということで、選曲については本田自身が行なった他、直筆でのメッセージもブックレットや帯に印刷されている。初回限定版のみDVDとの2枚組。結果的に最初で最後の「本人の意思による」ベスト・アルバムとなった。
マーキュリー・ミュージックエンターテイメント在籍時の音源に加えて、東芝EMI時代の代表曲3曲が選曲されている。バンダイ・ミュージックエンタテインメント及びマーベラスエンターテイメント時代の音源は没後に発売された『I LOVE YOU』に収録されている。

## 収録曲

### CD
1. 祈り [4:41]
作詞：岩谷時子、作曲・編曲：萩田光雄
2. 愛の讃歌 [4:08]
作詞：M. Monnot、日本語詞：岩谷時子、作曲：E. Piaf、編曲：萩田光雄
3. アマリア [3:36]
作詞：岩谷時子、作曲：内藤法美、編曲：萩田光雄
4. BBちゃん雲にのる [3:40]
作詞：阿久悠、作曲：深田太郎、編曲：鈴木豪
5. Oneway Generation [4:21]
作詞：秋元康、作曲：筒美京平、編曲：大谷和夫
6. 1986年のマリリン [3:57]
作詞：秋元康、作曲：筒美京平、編曲：新川博
  - アイドル歌手時代の代表曲で、ほとんどの訃報ではこの曲が代表曲として紹介されていた。
7. Temptation（誘惑） [3:45]
作詞：松本隆、作曲：筒美京平、編曲：大谷和夫
8. 幸せ届きますように。 [4:50]
作詞：本田美奈子.、作曲・コーラスアレンジ：楠瀬誠志郎、編曲：大村雅朗
  - アルバム『晴れ ときどき くもり』収録曲
9. この歌をfor you [3:52]
作詞：本田美奈子.、作曲：MIO、編曲：富田素弘
  - アルバム『晴れ ときどき くもり』収録曲
10. Fall in love with you －恋に落ちて－ [6:03]
作詞：岩谷時子、作曲・コーラスアレンジ：楠瀬誠志郎、編曲：武部聡志
  - 楠瀬誠志郎とのデュエット。アルバム『晴れ ときどき くもり』収録曲シングル
11. 僕の部屋で暮らそう [5:16]
作詞・作曲・編曲：宮沢和史
  - THE BOOMの宮沢和史がサウンドプロデュースした作品。後に宮沢も自身のアルバム『SPIRITEK』でセルフカバーしている。アルバム『晴れ ときどき くもり』収録曲シングル
12. June [3:58]
作詞・作曲：山梨鐐平、編曲：田代修二、Wordsインスピレーション：本田美奈子
  - アルバム『晴れ ときどき くもり』収録曲
13. ら・ら・ば・い〜優しく抱かせて [5:11]
作詞：有森聡美、作曲：MIO、編曲：MAKI（牧田和男）×MINAKO（本田美奈子）、オリジナルストリングスアレンジ：富田素弘
  - アルバム『晴れ ときどき くもり』収録曲　シングル
14. 命をあげよう〜ミュージカル「ミス・サイゴン」より [4:50]
作詞：Claude-Michel Schönberg、日本語詞：岩谷時子、作曲：Alain Albert Boublil、編曲：宮川彬良
  - ハイライト盤に収録されているものと同じバージョンで、『心を込めて...』に収録されているものとはバージョンが異なる。
15. あなたとI love you [6:08]
作詞・作曲：本田美奈子.、編曲：Bon Mackey（牧田和男）
  - CD初収録。作詞・作曲とも本田自身が手がけたもので、結婚する妹へのプレゼント用に作られたと言われている。
16. つばさ [5:10]
作詞：岩谷時子、作曲：太田美知彦、編曲：佐橋俊彦
  - 11小節半の超ロングトーンが話題となった曲。

### DVD（初回限定版のみ）
1. ら・ら・ば・い〜優しく抱かせて
2. 僕の部屋で暮らそう
3. Fall in love with you －恋に落ちて－